# Alfred Pennyworth
Alfred, más comúnmente (pero no originalmente) nombrado en su totalidad como Alfred Thaddeus Crane Pennyworth, es un personaje ficticio que aparece en los cómics estadounidenses publicados por DC Comics, más comúnmente asociado con el superhéroe Batman.
Pennyworth es representado como el leal e incansable mayordomo, amo de llaves, tutor legal, mejor amigo, ayudante de campo y padre sustituto de Bruce Wayne tras los asesinatos de Thomas y Martha Wayne. Como actor británico de formación clásica y exejecutivo de Dirección de Operaciones Especiales y ética con conexiones dentro de la comunidad de inteligencia, se le ha llamado "el Batman de Batman". Sirve como el ancla moral de Bruce mientras brinda alivio cómico con su actitud sarcástica y cínica que a menudo agrega humor al diálogo con Batman. Una parte vital de los mitos de Batman, Alfred fue nominado para el Wizard Fan Award por su personaje masculino favorito en 1994.
En otros medios, el personaje ha sido interpretado por los actores William Austin, Eric Wilton, Michael Gough, Michael Caine y Jeremy Irons en películas y por Alan Napier, Efrem Zimbalist, Jr., Ian Abercrombie, David McCallum y Sean Pertwee en la televisión. Una versión joven de Alfred antes de convertirse en un mayordomo de la familia Wayne aparece en la serie de televisión Pennyworth donde es interpretado por Jack Bannon. El personaje fue interpretado por Andy Serkis en la película de 2022, The Batman.

## Historial de publicación
El personaje apareció por primera vez en Batman #16 (abril de 1943), por el escritor Don Cameron y el artista Bob Kane. La evidencia sugiere que Alfred fue creado por los escritores de la serie de Batman de 1943 — Victor McLeod, Leslie Swabacker y Harry Fraser— y que DC Comics le pidió a Don Cameron que escribiera la primera historia de Alfred, que se publicó antes del lanzamiento de la serie.

## Biografía del personaje ficticio
En la primera aparición de Alfred, tenía sobrepeso y estaba bien afeitado; sin embargo, cuando se lanzó la serie de Batman de 1943, William Austin, el actor que interpretó a Alfred, estaba en buen estado y lucía un delgado bigote. Los editores de DC querían que el cómic Alfred se pareciera a su homólogo cinematográfico, por lo que en Detective Comics #83 (enero de 1944), Alfred estuvo de vacaciones en un centro de salud, donde adelgazó y le creció un bigote. Esta mirada se ha mantenido con el personaje desde entonces, incluso sobreviviendo a su aparente "muerte" y su resurrección.
Alfred fue concebido originalmente como una contraparte cómica para Batman y Robin. En las primeras historias, hizo intentos fallidos de ser un detective a la par con los jóvenes maestros. Se le dio una sección propia de cuatro páginas llamada Las aventuras de Alfred desde Batman #22, que duró trece números, saltándose Batman #35, con la última historia en Batman #36. Las historias seguían una fórmula simple, con Alfred resolviendo un crimen y atrapando a los culpables por accidente. En años más recientes los aspectos cómicos del personaje han sido minimizados.

### Pre-Crisis
Los cómics de Pre-Crisis (los cómics que fueron publicados por DC Comics entre 1938 y 1984) establecieron a Alfred como un actor retirado y agente de inteligencia que siguió el deseo en el lecho de muerte de su padre moribundo (a quien identificó solo como "Jarvis") para continuar la tradición de servir a la familia Wayne. Con ese fin, Alfred se presentó a Bruce Wayne y Dick Grayson en la Mansión Wayne e insistió en convertirse en su mayordomo. Aunque la pareja no quería uno, especialmente porque no querían poner en peligro sus identidades secretas con un sirviente en la casa, no tenían el corazón para rechazar a Alfred (El nombre "Pennyworth" se usó por primera vez para Alfred en 1969 y después se asumió que su padre se llamaba Jarvis Pennyworth; como es habitual que los sirvientes domésticos británicos sean llamados por su apellido, podría haber estado implícito en la introducción de Alfred de que Jarvis era el apellido que compartía con su padre; el apellido "Beagle" se usó explícitamente para Alfred a partir de 1945 y, en la introducción de "Pennyworth", esto se considera como siempre ha sido su nombre en retcon).
Inicialmente, Alfred descubrió sus identidades por accidente; Mientras luchaba contra un ladrón en Batman #16 (la primera aparición de Alfred), accidentalmente pulsó un interruptor y abrió un panel deslizante que conducía a la Batcave. Ayuda al dúo, los sigue a un teatro donde son capturados, atados y amordazados por una pandilla criminal, y los rescata después de que Batman atrae su atención al derribar una cuerda antes de que vuelvan los delincuentes. Esto fue revisado en Batman #110 (septiembre de 1957); Durante su primera noche en la Mansión Wayne, Alfred se despertó con un gemido y siguió el sonido hasta el pasaje secreto de la escalera que conducía a la Batcave y se encontró con sus posibles empleadores en sus identidades de superhéroes. Al final resultó que, las heridas eran realmente insignificantes, pero el cuidado de Alfred convenció a los residentes de que podían confiar en su mayordomo. Desde entonces, Alfred incluyó las tareas de soporte al dúo dinámico a sus tareas habituales.
Irónicamente, la lealtad de Alfred lo llevaría a convertirse en miembro de la galería de enemigos de Batman. Mientras empujaba a Batman y Robin fuera del camino de una roca que caía, Alfred fue aparentemente asesinado en Detective Comics #328 (junio de 1964). Se reveló en el #356 (octubre de 1966) que había sido revivido por un científico llamado Brandon Crawford. Su intento de regeneración resultó en un cambio dramático: Alfred se despertó de su aparente muerte con una piel blanca y pastosa con marcas circulares, poderes sobrehumanos, incluyendo telequinesis, y el deseo de destruir a Batman y Robin. Llamándose a sí mismo The Outsider, luchó indirectamente contra el dúo dinámico en varias ocasiones, utilizando a otros como sus títeres --el Grasshopper Gang en el Detective #334, Zatanna en el Detective #336, e incluso al mismo Batmobile en el Detective #340--, y en general solo aparecía como una voz burlona en la radio. No apareció físicamente en los cómics hasta que el Detective #356, cuando se bañó de nuevo en los rayos de la máquina de regeneración durante una lucha con Batman y regresó a la normalidad, sin el recuerdo de su tiempo como supervillano. Su tiempo como el forastero se recoge en Showcase Presents: Batman Volumen 1 y 2.
Alfred se reunió más tarde con su hija perdida, Julia Remarque, aunque este elemento no se incluyó en los cómics Post-Crisis. Su madre era la heroína de la guerra de DC Mademoiselle Marie, a quien Alfred había conocido mientras trabajaba como agente de inteligencia en la Francia ocupada durante la Segunda Guerra Mundial.

### Post-Crisis y Hora Zero
En la continuidad de los cómics posteriores a la crisis, Alfred ha sido el mayordomo de la familia Wayne durante toda la vida de Bruce y había ayudado a su maestro a establecer su carrera de superhéroes desde el principio. Además, fue el tutor legal de Bruce tras la muerte de sus padres. La historia de Alfred se ha modificado varias veces a lo largo de los años, creando versiones variadas. En una de esas versiones, los padres de Bruce contrataron a Alfred fuera de la familia real británica y virtualmente crio a Bruce después de que fueran asesinados.
Mientras tanto, otra versión de la vida posterior a la crisis de Alfred estaba ligeramente más vinculada a su contraparte anterior a la crisis. En esta versión, Alfred es un actor en el escenario inglés que acepta convertirse en el mayordomo de los Wayne para honrar el último deseo de su padre. En el momento en que comienza a trabajar para los Wayne, Bruce es un niño pequeño. Después de varios meses, Alfred expresa el deseo de renunciar y regresar a casa para continuar su vida como actor. Sin embargo, estos planes se olvidan momentáneamente cuando el joven Bruce regresa a casa después de pelearse con un matón escolar. Alfred le enseña a Bruce a manejar al acosador estratégicamente, en lugar de usar la fuerza bruta. Siguiendo el consejo de Alfred, Bruce se ocupa de su problema de intimidación. Al regresar a casa, Bruce solicita que Alfred se quede, y Alfred acepta sin pensarlo dos veces.
Alfred luego ayuda a Bruce a criar a Dick Grayson, Jason Todd y Tim Drake, quienes fueron adoptados por Bruce Wayne y se convirtieron en su socio Robin. También tenía amistades cercanas con otros miembros del Bat-Clan, incluidos Bárbara Gordon y Cassandra Cain. Alfred a menudo actúa como una figura paterna para Bruce, y un abuelo para Dick, Jason y Tim. También es muy respetado por aquellos héroes que son conscientes de su existencia, incluidos Superman, Mujer Maravilla, Linterna Verde y los originales Jóvenes Titanes.
Alfred también ha estado vinculado románticamente con la doctora Leslie Thompkins, aunque su relación con ella nunca llegó a nada, especialmente después de que aparentemente permitió que Stephanie Brown muriera por negligencia. También desarrolló sentimientos por la madrastra de Tim Drake, pero una vez más, nada salió de eso.
Durante los eventos de Knightquest, Alfred acompaña a Wayne a Inglaterra y se enfurece cuando Wayne insiste en poner en peligro su propia salud mientras parapléjico. Esta fue la culminación de varias semanas del comportamiento autodestructivo de Wayne, y cuando Wayne regresa a Gotham City, Alfred permanece en Inglaterra, presentando su renuncia. Pasa algún tiempo de vacaciones en la Antártida y las Bahamas antes de regresar a Inglaterra. Dick Grayson lo sigue varios meses después y lo convence de que vuelva a la Mansión Wayne. En esa historia, se reveló que había salido de su propia boda años antes.
Su ingenio se puso de relieve en la historia de No Man's Land, especialmente en Legends of the Dark Knight #118. Batman está desaparecido por semanas, dejando a Alfred solo para vigilar su ciudad por él. Él usa sus habilidades como actor, narrador, médico y espía para sobrevivir y recopilar información sobre la sociedad recientemente destruida. Alfred incluso usa el combate mano a mano en una rara secuencia de combate de un panel entre él y un par de esclavistas que termina con su rescate por parte de Batman.
En Batman #677, los agentes del misterioso enemigo de Batman, el Guante Negro, atacaron y golpearon a Alfred frente a Bruce y Jezebel Jet, hiriéndolo gravemente. En el mismo número, un reportero de The Gotham Gazette sugiere al Comisionado Gordon que Alfred podría ser el padre biológico de Bruce y que esta podría ser la razón del asesinato de Martha Wayne. Alfred luego niega toda la historia, coincidiendo con Bruce en que fue una invasión. En el especial Batman y los Outsiders, Alfred se disculpa en las tumbas de Thomas y Martha Wayne por la pérdida de Bruce, comentando que se lamenta como padre, y que Bruce es su hijo. Más tarde, se abre un panel secreto en la habitación de Alfred, el resultado de una falla a salvo plantada por Bruce en el caso de su muerte. Bruce le deja una última tarea y también le da un adiós emocional, diciéndole a Alfred que lo consideraba como un padre.
Alfred se queda emocionalmente destrozado, comentando más de una vez que, incluso si su paternidad biológica es una falsificación, en un sentido más profundo, en realidad era el padre de Bruce Wayne, que lo cuidó durante años y sintió que le había fallado en los últimos momentos.
Después del evento de Crisis final, cuando aparentemente mataron a Batman en acción, Alfred se encuentra con la tarea de criar al hijo biológico de Bruce, Damian, con Grayson. Batman: Battle for the Cowl ve a Alfred permitiendo que Damian Wayne asuma su primera misión como Robin, le da a Damian una túnica de Robin y le pide a Squire que ayude al nuevo Boy Wonder a encontrar a Tim Drake, quien desapareció al cazar a Jason Todd. Alfred también ayuda a Grayson en su papel como el nuevo Caballero Oscuro de Gotham.
Después de descubrir que el Batman original realmente se perdió en el tiempo después de su batalla con Darkseid, Alfred inmediatamente busca pistas sobre su paradero. Eventualmente, Bruce encuentra su camino hacia el presente. Después de que Batman expande exitosamente su misión a nivel mundial con Batman Inc., Bruce asume toda la responsabilidad como padre, y Alfred lo ayuda a criar a Damian.

### The New 52
En The New 52 (un reinicio de 2011 del universo DC), se revela que el padre de Alfred, Jarvis Pennyworth, era el mayordomo de la familia Wayne antes de Alfred cuando Bruce aún era un niño. Jarvis fue chantajeado por la Corte de los Búhos para poner una trampa para la embarazada Martha Wayne. A pesar de su disminución, la Corte logró causar un accidente automovilístico que causó que el niño naciera prematuramente y finalmente muriera. Jarvis intentó renunciar a sus servicios y escribir una carta a su hijo en la que describe la mansión como un lugar maldito, y le dice a Alfred que no debe comenzar su servicio bajo la familia Wayne. Sin embargo, Jarvis no pudo enviarlo porque fue asesinado esa noche.
Durante Batman: Eternal, Alfred se reúne con su hija ausente, Julia Pennyworth, una agente del Regimiento de Reconocimiento Especial, cuando Batman la encuentra en Hong Kong y la lleva de regreso a la Mansión Wayne para recibir tratamiento médico después de que la apuñalen con una espada samurái en el pecho por un jefe de una pandilla china que estaba cazando. Inicialmente, Julia es hostil a Alfred, ya que siente que ha desperdiciado su vida yendo de un soldado a atenderse como un Bruce, como Bruce Wayne. Sin embargo, después de que Alfred es atacado por Hush e infectado con una toxina del miedo, descubre la Batcave y asume el papel de su padre para coordinar los esfuerzos de Bat-Family contra sus enemigos. Alfred es transferido brevemente a Arkham antes de ser atacado como parte de la conspiración, pero logra sobrevivir a la explosión y engañar a Bane para que lo ayude a llegar a una cueva de emergencia que Batman había instalado debajo de Arkham, las defensas de la cueva derribaron a Bane y permitieron que Alfred pidiera ayuda.
Cuando Hush se mantuvo prisionero brevemente en la Batcave, logró salir de su celda y encerrar a Alfred en ella antes de sabotear el equipo de la familia Batman a través de la Batcomputer mientras luchaban contra varios villanos, incluido el choque del Batwing con Batman todavía en él. Sin embargo, fue rápidamente devuelto al cautiverio cuando Alfred escapó de la celda y eliminó a Hush. Alfred le informó a Tommy que no iba a estar encerrado en su propia casa.
Durante el arco de Batman: Fin del juego, el Joker irrumpió en la Batcave, y durante una confrontación con Alfred, cortó la mano derecha de Alfred. Julia le confirma a Bruce más adelante en el asunto que Alfred sobrevivió al encuentro y se encuentra en una condición estable. Después de la muerte de Bruce Wayne, Julia dice que con la tecnología médica actual, pueden tener la mano de Alfred unida sin ninguna complicación. Sin embargo, Alfred se niega, afirmando que con Bruce muerto, ya no lo necesita, ya que no le queda nadie para servir.
Incluso con la pérdida de Bruce como Batman, Alfred todavía asiste a la familia Batman en la Batcave junto con Julia. Después de que se descubre que Bruce está vivo pero sin recordar quién es él o de su vida como Batman, Alfred le cuenta a Bruce todo lo que había sucedido en su vida hasta el momento de la creación de Batman, pero acepta la solicitud de Bruce de no aprender nada. Más. Alfred hizo esto para que, después de años de servicio a la gente de Gotham y del mundo, Bruce finalmente pudiera aceptar su recompensa de una vida sin dolor y el ardiente deseo de ser Batman, permitiendo que su vida como Bruce Wayne finalmente comenzara. Sin embargo, cuando el nuevo villano Sr. Bloom lanza un ataque masivo que aparentemente mata a Jim Gordon, el nuevo Batman, el amnésico Bruce reúne suficiente información para deducir que una vez fue Batman, y convence a Alfred para que lo someta a una máquina que teóricamente descargar todos sus recuerdos como Batman en su mente.
El plan original de Bruce era que la máquina se utilizara para crear una serie de clones de sí mismo que podrían programarse para continuar su misión, pero aunque el proceso falló porque las simulaciones confirmaron que la mente humana no podía manejar el trauma de Batman, Bruce pasa por el proceso. Al hacer que Alfred lo lleve al punto de la muerte cerebral y luego descargar sus recuerdos en su cerebro en blanco. Con su maestro restaurado, la mano de Alfred se vuelve a unir, Bruce bromea diciendo que usaron una mano aleatoria de las reservas en lugar de mantener la mano de Alfred en el hielo todo este tiempo.

### DC Rebirth
Tras el reinicio de continuidad de DC Rebirth 2016, Alfred aparece en Detective Comics y el tercer volumen de Batman, así como en All-Star Batman. En All-Star Batman, Alfred se encuentra entre los muchos ciudadanos de Gotham chantajeados por Dos-Caras para evitar que Batman le brinde a Harvey Dent una cura para su enfermedad; Alfred, en particular, dispara a regañadientes al Batwing mientras Batman lo está volando. Cuando se le pregunta, Alfred revela su secreto; durante un momento de debilidad e ira años antes, había contratado brevemente a un asesino a sueldo para matar al Joker, aunque poco después canceló el golpe después de darse cuenta de cómo traicionaría los ideales de Bruce.
Cuando el suplente Thomas Wayne derrota a su hijo y toma el control de Gotham, usa a Alfred como rehén para mantener fuera al resto de la Bati-Familia. Cuando Damian irrumpe en Gotham, Bane le rompe el cuello a Alfred por esta 'desobediencia'. Cuando Bruce regresa a Gotham, lo capturan y le muestran el cuerpo de Alfred, pero un mensaje grabado por Alfred revela que Alfred arregló su propia muerte para que Bruce pudiera regresar y detener a Thomas, el mensaje reafirmando la fe de Alfred en Bruce como el verdadero Batman.
Durante el posterior ataque del Joker a Gotham después de que logra tomar el control de la fortuna de Wayne, cuando Batman es infectado por una toxina, después de que Harley le proporciona la cura que obtiene a través del envenenamiento al hablar con una alucinación de Alfred, quien anima a Bruce a recuerde que Batman se trata de seguir superando el dolor de las viejas pérdidas en lugar de ser consumido por esos fracasos.Tras su muerte, Alfred decide mediante testamento, legar la totalidad de su fortuna personal a Dick Grayson, su Robin favorito, el primero de todos ellos y su pupilo más querido, convirtiendo a Nightwing en rico filántropo, convencido de que la bonhomía del joven hará que ese dinero se destine a un buen fin, como así ocurre, pues, tras reservar una parte para sí mismo que le garantice una vida desahogada hasta su vejez, Dick funda el Hogar Alfred Pennyworth para niños de la calle, cumpliendo los deseos no expresados de su querido Alfred.

## Caracterización

### Nombre
El nombre de Alfred más tarde fue dado oficialmente como Alfred Beagle. Este nombre fue posteriormente dado a una versión alternativa del personaje del mundo de Tierra-2, y Pennyworth se convirtió en el apellido aceptado de Alfred en la continuidad de la corriente principal. Alfred también ha usado el alias "Thaddeus Crane", que se deriva de su segundo nombre. Su nombre completo de Alfred Thaddeus Crane Pennyworth fue representado en su lápida en Superman/Batman: Generations.
La carrera de Grant Morrison se ha referido al apellido Beagle como un posible nombre artístico.
En la película de 2012, The Dark Knight Rises, Bruce Wayne deja el residuo de su propiedad a Alfred, enumerándolo en el testamento como Alfred J. Pennyworth.

### Familia
- Jarvis: el padre de Alfred tanto en la pre-crisis como en la continuidad de New 52.
- Mademoiselle Marie: Una heroína de guerra con quien Alfred (mientras trabajaba como agente de inteligencia en Francia) tiene una hija en continuidad antes de la crisis.
- Julia Remarque: la hija de Alfred por Mademoiselle Marie.
- Wilfred Pennyworth: Hermano de Alfred, se hace referencia a Wilfred a finales de la década de 1960 y principios de la década de 1970 y se menciona en la película de 1997 Batman & Robin.
- Margaret Wilson née Pennyworth: la hermana de Alfred y Wilfred Pennyworth, en la película de 1997 Batman & Robin.
- Daphne Pennyworth: sobrina de Alfred Pennyworth, hija de Wilfred Pennyworth, Daphne apareció brevemente a finales de los años sesenta y principios de los setenta.
- Barbara Wilson: sobrina de Alfred, hija de Margaret Wilson née Pennyworth en la película de 1997 Batman & Robin.
- Bruce Wayne: hijo adoptivo convertido en el superhéroe Batman.

### Habilidades, recursos y habilidades
Alfred, un hombre altamente inteligente e ingenioso, dirige las operaciones diarias de la Mansión Wayne y mantiene gran parte del equipo de la Batcave debajo de él. Como exactor, puede usar sus habilidades de actuación y disfraz para ayudar a Batman en el campo cuando sea necesario, e incluso es capaz de hacerse pasar por Bruce Wayne por teléfono de manera convincente, así como de darle varias lecciones a Bruce que lo ayudan a mantener sus portadas. También ha brindado primeros auxilios hasta la sutura de heridas y la eliminación de balas, así como apoyo táctico ocasional. También puede realizar artroscopias y otros procedimientos médicos avanzados, lo que limita, si no elimina, la necesidad de tratamiento médico en el hospital, incluso frente a lesiones graves, ayuda a mantener la identidad secreta de Batman asegurándose de que Bruce Wayne no tiene necesidad de visitar hospitales por las heridas infligidas como Batman. Sin embargo, Batman aún requiere tratamiento médico profesional cuando Bane se rompe la espalda (Batman: Knightfall) y las maquinaciones de Hush provocan una fractura de cráneo (Batman: Hush). En estas ocasiones, Alfred admite que sus propias habilidades son inadecuadas para tales procedimientos médicos.
Si bien no es tan experto en artes marciales como Bruce Wayne, Alfred sigue siendo tan ingenioso. En una historia en la que es secuestrado, él fácilmente escapa y supera a sus captores sin perturbar el corte de su traje. Más tarde se mencionó que había sido secuestrado sin éxito 27 veces (sin embargo, cabe señalar que estos eventos tienen lugar en los cómics de Gotham Adventures, basados en las aventuras animadas de Batman, y no dentro de la continuidad estándar de DCU). Durante Batman: La resurrección de Ra's al Ghul, Ubu, el guardaespaldas musculoso de Ra's al Ghul, intenta usar a Alfred como rehén, solo para ser deshabilitado por un puñetazo de Alfred.
Presumiblemente, debido a su falta de superpoderes, el entrenamiento avanzado de combate que tienen los otros asociados de Bruce, y la edad de Alfred, Alfred es el único miembro de la "Familia Batman" que a Bruce no le importa usar un arma de fuego, en su caso favoreciendo una escopeta cuando se trata de ataques directos a su persona.
Los problemas actuales de los diversos cómics de Batman parecen indicar que Alfred es pionero y también ha dominado varios campos de la cría de rosas (incluso creando el suyo, el "Pennyworth Blue"), programación de computadoras, ingeniería eléctrica, ingeniería química, ingeniería mecánica, la nanotecnología, y la biotecnología mientras construye, programa y mantiene por sí sola gran parte de la tecnología de próxima generación de Batman, como Batcomputer.

## Apariciones en otros medios

### Televisión

#### Acción en vivo
- Alan Napier interpretó a Alfred en la serie de televisión de acción en vivo Batman, protagonizada por Adam West y Burt Ward. No se usó ningún apellido y "Pennyworth" no se introdujo en los cómics hasta después de que la serie hubiera terminado la producción.
- Ian Abercrombie interpretó a Alfred Pennyworth en la serie de televisión de acción en vivo Birds of Prey.
- Reed Birney interpreta a Pennyworth en Titans.
- En el crossover de Elseworlds, Kate Kane dijo que la contraseña de la conexión de internet de Wayne Enterprises es Alfred.
- Sean Pertwee interpreta a una versión más joven y mortal de Alfred Pennyworth en la serie de precuelas de Batman, Gotham.[18][2]
- Bruno Heller y Danny Cannon, el creador y productor ejecutivo de Gotham, respectivamente, desarrollarán una serie de televisión de diez episodios sobre Alfred Pennyworth. Con el título de Pennyworth interpretado por Jack Bannon, la serie actuará como una historia de origen para Alfred durante su juventud, y explorará su pasado como soldado en el SAS.[19][20][21][22]

#### Animación
- Olan Soule expresó a Alfred en la caricatura The Batman / Superman Hour.
- Alfred Pennyworth apareció en el Challenge of the Super Friends, con la voz de William Callaway. En el episodio "Wanted: The Superfriends", él está entre los humanos masculinos que se convierten en Bizarro.
- Alfred Pennyworth apareció en The Super Powers Team: Galactic Guardians, con la voz de Andre Stojka.
- Alfred Pennyworth apareció como un personaje recurrente en el universo animado de DC, con la voz de Clive Revill (en los primeros tres episodios producidos para Batman: la serie animada antes de irse debido a un compromiso anterior) y por Efrem Zimbalist, Jr. (en todo el resto de Batman: La serie animada, así como las apariciones del personaje en las aventuras de Las nuevas aventuras de Batman, Superman: La serie animada, Static Shock y Liga de la Justicia).
- Alfred Pennyworth aparece en la serie animada de televisión The Batman, con la voz de Alastair Duncan. En el tercer episodio, Alfred dijo que su abuelo era también mayordomo y que era el mayordomo de la familia Cobblepot (la familia del Pingüino).
- Alfred Pennyworth aparece en Batman: The Brave and the Bold, con la voz de James Garrett. Aparece en un cameo no hablado en los flashbacks de Batman en "Invasion of the Secret Santas", y aparece nuevamente en un cameo no hablado en "Chill of the Night!". En "El Súper Batman del Planeta X", aparece una imagen de un robot llamado Alpha-Red (con la voz de James Arnold Taylor) y sirve como el mayordomo robótico del Batman de Zur-En-Arrh.
- Alfred Pennyworth aparece en el episodio "Downtime" de Young Justice, con la voz de Jeff Bennett.
- Alfred Pennyworth aparece como un personaje principal en Beware the Batman, con la voz de J. B. Blanc.
- Alfred Pennyworth aparece en Lego DC Comics: Batman Be-Leaguered, con la voz de Nolan North.[23]
- Alfred Pennyworth hizo apariciones no orales en Teen Titans Go!.
- Alfred Pennyworth aparece en Scooby-Doo y ¿quién crees tú? en el episodio "¡Qué noche para un caballero oscuro!", con la voz de Steven Weber. Esta versión es el "tío" de Daphne Blake y amigo de la familia de su padre quién es secuestrado por Man-Bat. Mystery Inc. tuvo que asociarse con Batman para rescatarlo. Si bien se reveló que Kirk Langstrom estaba encerrado en Arkham Asylum, se descubrió que Man-Bat era en realidad Joker disfrazado que secuestró a Alfred en su plan para piratear la cuenta de Bruce Wayne. Después de que Joker es entregado a la policía, Alfred prepara la cena para Mystery Inc. mientras comenta que deseaba que Bruce Wayne estuviera aquí para conocerlos.
- Alfred Pennyworth aparece en Harley Quinn, con la voz de Tom Hollander. Aparece por primera vez en el episodio de la segunda temporada, "Batman Back Man", atendiendo al recuperado Bruce Wayne (que había sido gravemente herido en el final de la primera temporada) y prohibiéndole levantar la capucha nuevamente hasta que se recupere por completo. Mientras tanto, para combatir el crimen, Alfred adoptó una personalidad vigilante propia llamada Macaroni usando una peluca equipada con varios dispositivos para combatir el crimen.
- Alfred Pennyworth aparece en DC Super Hero Girls, con la voz de Keith Ferguson. Apareció por primera vez en el episodio, #Soul Sisters en la tarjeta de título de Make It Wayne, ya que estaba molesto porque Bruce gastara su dinero en otro yate, que Bruce dijo que necesitaba para el lago que compró. Su primera aparición física oficial fue en #Tween Titans, donde invitó a Jessica Cruz y Karen Beecher a vigilar a Dick Grayson y sus amigos en su cumpleaños mientras Bruce está fuera por el día. Él y los demás aparecieron más tarde cerca del final cuando Alfred preguntó si Jessica y Karen estaban libres el próximo sábado para ver a los preadolescentes nuevamente, solo para que se fueran.

### Cine

#### Acción en vivo
- William Austin interpretó a Alfred en la serie de Batman de 1943. La apariencia de Austin influyó en el cambio del diseño de Alfred del Alfred original afeitado y limpio.
- Eric Wilton interpretó a Alfred en la serie de Batman y Robin de 1949.
- Alan Napier interpretó a Alfred en la película de acción en vivo Batman, basada en la serie de televisión de los años sesenta.
- Michael Gough interpretó a Alfred Pennyworth en la serie de películas Batman de Tim Burton / Joel Schumacher. En las películas, se muestra que es el mayordomo fiel e incansable de Bruce, que ha estado sirviendo a la familia Wayne, desde que era un niño, e incluso se convirtió en su tutor legal / figura paterna. A pesar de su disgusto por la falta de vida social de Bruce, no obstante, lo apoya en sus actividades como vigilante: Batman, y sirve como su asistente, al tiempo que pasa comentarios sarcásticos sobre el trabajo de su empleador como vigilante. En la cuarta película, Batman & Robin, tiene una sobrina llamada Barbara Wilson que se convierte en Batgirl. Gough también interpretó a Alfred en una Coca dietética del comercial de 1989, en la presentación de la BBC del drama dramático de la historia Knightfall de los cómics de Batman, y en una serie de comerciales de OnStar con Batman. En las escenas retrospectivas de Batman & Robin, un joven Alfred es interpretado por Jon Simmons.
- Michael Caine interpretó a Alfred Pennyworth en The Dark Knight Trilogy. Él es un antiguo suboficial de alto rango en la élite SAS del ejército británico. Es un veterano de las giras de servicio en el ejército británico en Malaya, Yemen, Alemania Occidental, Irlanda del Norte (dos veces) contra el IRA y en Chipre.
  - En Batman Begins (2005), él es el tutor legal de Bruce Wayne después de que Thomas Wayne y Martha Wayne son asesinados por Joe Chill. Cuando Bruce desaparece por siete años y el CEO de Empresas Wayne, William Earle, lo declara muerto para reclamar sus acciones, este plan se ve frustrado porque Bruce le dejó todo a Alfred. Después de que Bruce regresa de su entrenamiento en la Liga de las Sombras, Alfred es informado de su objetivo de convertirse en un símbolo para asustar a los criminales de Gotham City. Alfred ayuda a Bruce a organizar el orden de las herramientas necesarias para que Bruce se convierta en Batman, y lo alienta a fingir una vida social para desviar la atención de la idea de que podría ser Batman. Cuando la Liga de las Sombras ataca la Mansión Wayne, Alfred salva a Bruce cuando queda atrapado bajo una viga y reúne a su hijo sustituto para reanudar su lucha para salvar a Gotham. Como consecuencia, Alfred ofrece algunas sugerencias sobre la actualización de la Batcave.
  - En The Dark Knight (2008), Alfred y Bruce Wayne se han mudado a un penthouse en el centro de la ciudad y la Batcave se ha trasladado a Gotham Harbour mientras se está reconstruyendo la Mansión Wayne. Cuando Bruce viaja a Hong Kong para capturar a un contador de la Mafia, Alfred inventa una coartada para Bruce. Mientras reflexiona sobre el reinado del terror del Joker en Gotham, Alfred recuerda una historia de su carrera anterior como agente de inteligencia británico sobre un bandido que busca emociones para explicar a Bruce que algunos hombres "solo quieren ver cómo se quema el mundo". Rachel Dawes le da a Alfred la tarea de darle a Bruce una carta "cuando sea el momento adecuado". Después de la muerte de Rachel, Alfred lee la carta y descubre que iba a casarse con Harvey Dent. Más tarde, quema la carta, lo que refleja que, al igual que la gente de Gotham tendría que creer en Dent, Bruce necesitaba creer que Rachel lo amaba.
  - En The Dark Knight Rises (2012), Alfred ha crecido preocupado porque Bruce no se ha mudado desde Rachel o Batman ocho años después. Alfred revela que durante la ausencia de Bruce, visitó con frecuencia un restaurante en Florencia con la fantasía de que algún día vería a Bruce allí, tranquilo y feliz. Alfred asiste a regañadientes a Bruce en la búsqueda de información sobre el mercenario Bane. Tras el primer encuentro de Batman con Bane, Alfred teme que Bruce muera y amenaza con irse para disuadir a Bruce. Alfred le dice a Bruce que Rachel quería casarse con Harvey Dent y que quemó su carta para proteger los sentimientos de Bruce. Enojado y herido, Bruce le ordena a Alfred que se vaya. Alfred regresa después de que Batman aparentemente se sacrifique para salvar a Gotham, y asiste al funeral de Bruce con el comisionado James Gordon, Lucius Fox y el detective John Blake. Sobre la tumba de Bruce, Alfred se disculpa lloroso con Thomas y Martha por no haber protegido a su hijo. Cuando Alfred regresa al restaurante florentino, mira al otro lado para ver a Bruce vivo y cenando con Selina Kyle. Intercambian sabias sonrisas y Alfred se va, contento de que Bruce haya comenzado a seguir adelante con su vida.
- Jeremy Irons interpreta a Alfred en DC Extended Universe:
  - En Batman v Superman: Dawn of Justice (2016),[24] aunque sigue siendo leal a Bruce, lamenta sutilmente la inexistente vida social de su maestro e intenta actuar como una influencia humanizadora, como intentar disuadir a Bruce de usar una muestra de kryptonita rescatada por Lex Luthor contra Superman, temiendo que tal acto corrompiera su alma. Después de que Bruce acepta a Superman como un aliado después de enterarse de que fue criado como un humano con una familia humana y que Luthor los ha interpretado a ambos, Alfred pilota el Batplane por control remoto mientras Bruce salva a Martha Kent.
  - En Justice League (2017),[25] Alfred ayuda a Bruce Wayne de encontrar a los miembros del equipo formados por Barry Allen, Diana Prince, Victor Stone y Arthur Curry para enfrentar a un ejército de Parademonios bajo al mando de Steppenwolf. El acompaña a Lois Lane después que el equipo resucitara a Superman antes de que éste los aniquilara. Al descubrir que Steppenwolf planeaba combinar las Cajas Madre cerca de un pueblo ubicado en Rusia, la Liga de la Justicia van directo a ese lugar y se mantiene en contacto con ellos para ayudar a los civiles. Después de la derrota de Steppenwolf, Alfred y Bruce comenzaron a planear reconstruir la Mansión como la sede de la Liga de la Justicia y sus posibles futuros reclutas, con la ayuda de Diana.
    - En Zack Snyder's Justice League (2021), versión original de Justice League (2017) Alfred ayuda a Bruce Wayne de encontrar a los miembros del equipo formados por Barry Allen, Diana Prince, Victor Stone y Arthur Curry para enfrentar a un ejército de Parademonios bajo al mando de Steppenwolf. Después de resucitar a Superman y después del sacrificio de Silas Stone por la caja madre, Bruce y la Liga van a la Baticueva y les presenta a Alfred. Las Amazonas, Atlantianos y Alfred tienen un mal presentimiento sobre lo que ocurriría con la Tierra. Superman llega a la Baticueva y se encuentra con Alfred, este último sorprendido de que realmente vendría a buscar la localización de la Liga de la Justicia contra Steppenwolf. Después de la derrota de Steppenwolf, Alfred y Bruce comenzaron a planear reconstruir la Mansión como la sede de la Liga de la Justicia y sus posibles futuros reclutas, con la ayuda de Diana.

  - Alfred está listo para hacer una próxima aparición en The Flash (2023). El se pone en contacto con Barry Allen para solicitar su ayuda para ayudar a Batman a rescatar a los ciudadanos de Gotham en peligro por la tripulación terrorista de Al Falcone.[26]
- Douglas Hodge interpreta a Alfred Pennyworth en la película protagonizada por Joaquin Phoenix: Joker (2019), separado del DCEU.[27] Arthur, sospechando que Thomas Wayne puede ser su padre biológico, va a la Mansión Wayne para conocer la verdad y se encuentra con un joven Bruce, a quien realiza un acto cómico antes de forzar una sonrisa en su rostro. Después de esto, Alfred se lleva a Bruce lejos de Arthur antes de informarle que su madre estaba delirando, lo que llevó a este último a atacarlo antes de huir.
- Andy Serkis interpreta a Alfred en la próxima película de 2022 The Batman. En esta película, Bruce y Alfred tienen una relación hostil y rara vez se hablan. Más tarde, Alfred es hospitalizado después de abrir una carta bomba dirigida a Bruce. Cuando Bruce se entera de las conexiones de su padre con el asesinato de un periodista, confronta a Alfred, quien confirma las acusaciones pero sostiene que Thomas solo le pidió a Falcone que amenazara al periodista para que se callara, y planeó entregarse a él y a Falcone a la policía una vez que encontrara fuera el periodista fue asesinado. Alfred cree que Falcone hizo matar a Thomas y Martha para evitar esto. Con Bruce temiendo la pérdida de otra persona que le importa, los dos se reconcilian.

#### Animación
- Efrem Zimbalist, Jr. expresó a Alfred Pennyworth en las películas animadas Batman: la máscara del fantasma, Batman & Mr. Freeze: SubZero, y Batman: el misterio de Batimujer, ambientadas en DC Animated Universe.
- Alastair Duncan expresó a Alfred Pennyworth en la película animada The Batman vs. Dracula y Batman Unlimited: Animal Instincts.
- David McCallum expresó a Alfred Pennyworth en Batman: Gotham Knight, Son of Batman y Batman vs. Robin.
- Alan Oppenheimer expresó a Alfred Pennyworth en Superman/Batman: Enemigos Públicos.
- Jim Piddock expresó a Alfred Pennyworth en Batman: Under the Red Hood.
- Jeff Bennett vuelve a interpretar su papel de Alfred Pennyworth en Batman: año uno.
- Robin Atkin Downes expresó a Alfred Pennyworth en Justice League: Doom.
- El comentarista de radio Michael Jackson expresó a Alfred Pennyworth en Batman: The Dark Knight Returns Partes 1 y 2.
- Alfred Pennyworth hace un cameo no hablado en Lego Batman: The Movie - DC Super Heroes Unite, una adaptación del videojuego del mismo nombre.
- Martin Jarvis retoma su papel de Alfred Pennyworth en Batman: Assault on Arkham.
- James Garrett retoma su papel de Alfred Pennyworth en Batman: Bad Blood.
- Brian George expresó a Alfred Pennyworth en Batman: The Killing Joke.
- Steven Weber expresó a Alfred Pennyworth en Batman: Return of the Caped Crusaders y Batman vs. Two-Face.
- Ralph Fiennes expresó a Alfred en la película animada The Lego Batman Movie.[28]
- Frogman expresó a Alfred Pennyworth en DC Super Heroes vs. Eagle Talon.[29]
- Anthony Head expresó a Alfred Pennyworth en Batman: Gotham by Gaslight.
- Hōchū Ōtsuka y Adam Croasdell expresaron a Alfred Pennyworth en Batman Ninja.
- Alfred Pennyworth aparece en Teen Titans Go! to the Movies. Se le muestra que tiene una película llamada "Alfred".
- Alfred Pennyworth hace un cameo no hablado en The Death of Superman.
- Ralph Fiennes vuelve a interpretar su papel de Alfred Pennyworth en The Lego Movie 2: The Second Part.
- Brian George repitió su papel de Alfred Pennyworth en Batman vs. Teenage Mutant Ninja Turtles. Después de pagar las cajas de pizza, Alfred lamenta que se ofreció a cocinar una comida elegante solo para que las Tortugas les pidieran que comieran pizza. En ese momento, Michelangelo choca accidentalmente contra él. Más tarde, Alfred ayudó a tratar a Batman después de que fue restaurado de una forma de murciélago mutada que Joker indujo en él usando una combinación de mutágeno y veneno de Joker. Al final de la película, Alfred se une a todos para comer pizza donde se la come con tenedor y cuchillo.

### Videojuegos
- Un huevo de Pascua en World of Warcraft: Wrath of the Lich King muestra a un personaje llamado Alfred Copperworth, un homenaje a Alfred Pennyworth, ubicado en Purple Parlor en la ciudad de Dalaran (un cobre es la forma de moneda más baja del juego, equivalente casi a un centavo, y fue el metal usado para hacer el centavo original de los Estados Unidos).
- Alfred Pennyworth aparece en el videojuego Batman Begins, con la voz de Michael Caine.
- Alfred Pennyworth aparece en Scribblenauts Unmasked: A DC Comics Adventure como narrador, con la voz de Jim Piddock.

#### Serie lego
- Alfred Pennyworth aparece en LEGO Batman para PlayStation 3, Xbox 360, Nintendo DS y Wii como un personaje jugable.
- Alfred Pennyworth aparece en Lego Batman 2: DC Super Heroes, con la voz de Steven Blum.
- Alfred Pennyworth aparece como un personaje jugable en Lego Batman 3: Beyond Gotham, con la voz de Robin Atkin Downes. En un nivel, Batman termina controlado por la mente por la nave de Brainiac, lo que hace que Robin y Alfred lo sigan a través de la Batcave. Cuando se puede jugar, la bandeja que lleva Alfred puede permitirle cruzar áreas ardientes.
- Robin Atkin Downes retoma su papel de Alfred Pennyworth en Lego Dimensions.
- Alfred Pennyworth aparece como un NPC en Lego DC Super-Villains, pero puede ser creado a través del personalizador de personajes.
  - También aparece como un personaje jugable como parte de un paquete de DLC.

#### Serie de Arkham
Alfred Pennyworth es un personaje secundario en la franquicia de Batman: Arkham, donde es interpretado por Martin Jarvis y Hugh Fraser.
- La biografía de Alfred Pennyworth se puede desbloquear en Batman: Arkham Asylum. El jugador debe escanear una placa que describe una de las donaciones de Bruce Wayne al Arkham Medical Center.
- Se le hace referencia sistemáticamente en Batman: Arkham City, mientras que el personaje no hace una aparición real, permanece en constante contacto por radio con los jugadores a medida que avanza la historia del juego y aparece su biografía.
- En Batman: Arkham Origins, el personaje hace su primera aparición en el juego en la serie, ya que la precuela muestra su mentalidad diferente hacia las aventuras de Bruce Wayne como Batman. A lo largo del juego, hay varios casos en los que desaprueba las técnicas que usa Batman. Batman parece mantener a Alfred a distancia, a menudo se muestra aprovechando a su mayordomo y evitando cualquier intento de calidez. Cuando los asesinos contratados atacan a Batman, Alfred le suplica que abandone su personalidad de vigilante, pero sus palabras caen en oídos sordos. Bane sabe que Batman y Bruce Wayne son lo mismo. Él irrumpe en la Batcave y golpea a Alfred cerca de la muerte antes de que Batman pueda llegar a él debido a que tomó un desvío para derrotar a Firefly. Al llegar a tiempo para ver morir a Alfred, Batman puede salvarlo con descargas eléctricas de los guanteletes de Electrocutor que ayudaron a reiniciar el corazón de Alfred. El evento deja a Batman tan conmocionado que considera renunciar a salvar la ciudad. Con su entendimiento de Batman renovado, Alfred lo convence de seguir luchando. Después de esto, continúa ayudando a Batman mientras viaja a la prisión de Blackgate para detener el caos. Esta vez, Batman muestra gratitud hacia Alfred. En el DLC "Cold, Cold Heart", Alfred está presente con Bruce Wayne en una fiesta en la Mansión Wayne conmemorando a Ferris Boyle hasta que el Sr. Frío choca la fiesta con la pandilla de Penguin para capturar a Boyle. Cuando Bruce se convirtió en Batman, pudo rescatar a Alfred y a los otros rehenes.
- En Batman: Arkham Knight, se pone en contacto con Batman durante todo el juego nuevamente a través de un proyector holográfico que proporciona información valiosa a Batman. Al final del videojuego donde se revela la identidad secreta de Batman, se supone que él y Alfred son asesinados en una gran explosión en la Mansión Wayne cuando Alfred ingresa la contraseña "Martha" como parte del Protocolo Knightfall, aunque es posible que falsifiquen sus propias muertes de identidad.

#### Batman de Telltale
Alfred Pennyworth aparece tanto en Batman: The Telltale Series como en su secuela Batman: The Enemy Within, con la voz de Enn Reitel.
- En la primera temporada, como la mayoría de las interpretaciones, Alfred es el amigo íntimo y el tutor de Bruce. Sin embargo, después de que se revelan los vínculos de Thomas Wayne con la corrupción, su amistad se rompe cuando se demuestra que Alfred sabía de esto. A pesar de esto, Alfred continúa apoyando a Bruce en el campo y lo ayuda en su batalla contra Children of Arkham. En el episodio final, Alfred es secuestrado y torturado por el grupo y su líder, Lady Arkham, como parte de un castigo contra la familia Wayne. Deja pistas para que Bruce lo encuentre y es rescatado durante el enfrentamiento final de Batman con Lady Arkham. Alfred también puede perder un ojo, dependiendo de si el jugador elige atacar a Lady Arkham en lugar de desenmascararlo por su seguridad.
- En la segunda temporada, titulada The Enemy Within, Alfred continúa apoyando a Bruce, a pesar de sufrir estrés postraumático luego de su secuestro y tortura. Tras la muerte de Lucius Fox, se convierte en el aliado más cercano de Bruce, pero sugiere traer a otra persona al equipo. Después de caer inconsciente en la Batcave, decide alejarse de ayudar a Bruce como vigilante, lo que lo lleva a darse cuenta de que Bruce solo está yendo hacia el camino autodestructivo que lleva su padre. Dependiendo de si Bruce decide dejar de operar como Batman o continuar sus actividades como vigilante, Alfred se quedará o lo dejará para regresar al Reino Unido.

### Misceláneo
Alfred Pennyworth aparece en el cómic digital de la temporada 11 de Smallville basado en la serie de televisión.